# Eyralpenus trifasciata
Eyralpenus trifasciata là một loài bướm đêm thuộc phân họ Arctiinae, họ Erebidae.